# 7463 Oukawamine
A 7463 Oukawamine (ideiglenes jelöléssel 1985 SB) a Naprendszer kisbolygóövében található aszteroida. Tsutomu Seki fedezte fel 1985. szeptember 20-án.